# Viru
Viru – wieś w Estonii, w prowincji Võru, w gminie Varstu.